# Mesochorus costaricensis
Mesochorus costaricensis là một loài tò vò trong họ Ichneumonidae.